# Wilhelm und Else Heraeus-Stiftung
Die Wilhelm und Else Heraeus-Stiftung (WE-Heraeus-Stiftung) ist eine gemeinnützige Stiftung des bürgerlichen Rechts mit Sitz in Hanau. Sie wurde 1963 von dem Unternehmer-Ehepaar Wilhelm Heinrich Heraeus (1900–1985) und Else Heraeus (1903–1987) gegründet. Das kinderlose Ehepaar, dem Anteile an dem Technologie-Konzern Heraeus gehörten, hinterließ diese der Stiftung.
Stiftungszweck ist die Förderung der Forschung und Ausbildung auf dem Gebiet der Naturwissenschaften, insbesondere der Physik. Die Stiftung arbeitet eng mit der Deutschen Physikalischen Gesellschaft (DPG) zusammen. Sie gilt als die bedeutendste private Fördereinrichtung auf dem Gebiet der Physik in Deutschland.
Die Stiftung arbeitet sowohl operativ als auch fördernd. 

## Förderaktivitäten
Die bekannteste und älteste Förderaktivität der Wilhelm und Else Heraeus-Stiftung ist die Organisation von wissenschaftlichen Seminaren (WE-Heraeus-Seminare). Die Seminarthemen überdecken alle Forschungsgebiete der modernen Physik einschließlich Grenzgebieten. Tagungsort ist in der Regel das Physikzentrum Bad Honnef. Über die Seminare wird regelmäßig in der DPG-Mitgliederzeitschrift Physik Journal berichtet. Seit 1975 haben mehr als 750 WE-Heraeus-Seminare mit insgesamt mehr als 45.000 Teilnehmenden, davon ca. 40 % aus dem Ausland, stattgefunden. Die seit 2019 stattfindenden binationalen WE-Heraeus-Seminare haben zum Ziel, existierende Kooperationen zwischen Deutschland und einem weltweiten Partnerland zu stärken oder neue zu initiieren und können in Deutschland oder dem Partnerland stattfinden. 
Das Förderprogramm der Stiftung umfasst auch die Organisation und Finanzierung von ein- oder mehrwöchigen internationalen Schulen (WE-Heraeus-Physikschulen) über aktuelle Forschungsthemen. Behandelt werden junge Forschungsgebiete, zu denen es häufig noch keine Lehrbücher gibt. Seit 1989 haben mehr als 300 Physikschulen mit insgesamt knapp 15.000 Teilnehmenden stattgefunden, überwiegend im Physikzentrum Bad Honnef, aber auch an bekannten europäischen Tagungszentren wie Les Houches. Seit einer 1999 vorgenommenen Satzungsänderung fördert die Stiftung auch Aktivitäten mit dem Ziel, bei Schülerinnen und Schülern sowie in der breiten Öffentlichkeit das Interesse an den Naturwissenschaften zu wecken oder zu stärken. Dazu zählen beispielhafte Einzelprojekte an Schulen und außerschulischen Lernorten wie Schülerlabore oder Schülercamps, Schülerwettbewerbe aller Altersstufen (insbesondere das German/International Young Physicists’ Tournament GYPT bzw. IYPT) sowie Ausstellungen, die naturwissenschaftliche Zusammenhänge vermitteln.
Ein weiterer Schwerpunkt ist die Ausbildung von Lehrkräften und die Finanzierung von Lehrerfortbildungen, in der Regel gemeinsam mit Partnern. Darüber hinaus vergibt die Stiftung Seniorprofessuren, in deren Rahmen Professorinnen und Professoren nach dem Ausscheiden aus dem aktiven Dienst Beiträge zur Ausbildung im Fach Physik leisten. 
Zu den gemeinsam mit der DPG durchgeführten Programmen zählt insbesondere das unter Physik-Studierenden in Deutschland populäre WE-Heraeus-Kommunikationsprogramm. Es bietet Reisestipendien zum Besuch von DPG-Frühjahrstagungen. Im Rahmen dieses Programms hat die Stiftung seit 1989 mehr als 30.000 Studierende gefördert. Darüber hinaus stellt die Stiftung Fördermittel für weitere gemeinsame Programme bereit, welche die DPG durchführt.
Seit Mitte der 1970er Jahre hat die Stiftung im Rahmen ihrer Programme ca. 75.000 Wissenschaftler, Studierende und Schüler gefördert.

## Organisation
Die Stiftung wird von einem ehrenamtlich tätigen Vorstand geleitet. Ein Vorstandsmitglied ist von der Deutschen Physikalischen Gesellschaft nominiert. Dem Vorstand steht ein wissenschaftlicher Beirat zur Seite, dem Physikerinnen und Physiker aus dem akademischen Bereich angehören. Der Vizepräsident der DPG ist ex officio Mitglied dieses Beirats. Die Stiftung hat einen hauptamtlichen Geschäftsführer.

### Vorstand
- Jürgen Mlynek, Berlin (Vorsitzender)
- Ursula Heraeus, Freiburg
- Rolf-Dieter Heuer, Genf
- Dieter Röß, Hösbach (Ehrenvorsitzender)
- Joachim Treusch, Bremen (Ehrenvorsitzender)

### Beirat
- Ursula Bassler, IN2P3, Paris
- Klaus Blaum, Max-Planck-Institut für Kernphysik Heidelberg
- Tommaso Calarco, FZ Jülich
- Claudia Felser, Max-Planck-Institut für Chemische Physik fester Stoffe Dresden
- Erwin Frey, Ludwig-Maximilians-Universität München
- Michael Kaschke, Oberkochen
- Hermann Klein, phaenovum Schülerforschungszentrum Lörrach-Dreiländereck
- Georg Krausch, Universität Mainz
- Elke Scheer, Universität Konstanz
- Joachim Ullrich, Max-Planck-Institut für Kernphysik Heidelberg; ex-officio für DPG
- Roser Valentí, Johann Wolfgang Goethe-Universität Frankfurt am Main
- Stefanie Walch-Gassner, Universität Köln
- Michael Winkhaus, Carl-Fuhlrott-Gymnasium Wuppertal